# Reborn
Reborn este primul album înregistrat de formația muzicală Northern Kings.

## Lista pieselor
1. „Don't Stop Believin'” (copertă Journey)
2. „We Don't Need Another Hero” (copertă Tina Turner)
3. „Broken Wings” (copertă Mr Mister)
4. „Rebel Yell” (copertă Billy Idol)
5. „Ashes To Ashes” (copertă David Bowie)
6. „Fallen on Hard Times” (copertă Jethro Tull)
7. „I Just Died in Your Arms Tonight” (copertă Cutting Crew)
8. „Sledgehammer” (copertă Peter Gabriel)
9. „Don't Bring Me Down” (copertă Electric Light Orchestra)
10. „In the Air Tonight” (copertă Phil Collins)
11. „Creep” (copertă Radiohead)
12. „Hello” (copertă Lionel Richie)
13. „Brothers in Arms” (copertă Dire Straits)